# Улу-Кол
Улу-Кол (укр. Улу-Кол, крымскотат. Ulu Qol, Улу Къол) — река (балка) в юго-западном Крыму.
Длина реки 21,0 км, площадь водосбора 45,3 км². Начало балки находится у вершин куэсты Внешней гряды Крымских гор в севернее села Фурмановка, протекает в западном направлении по территории Бахчисарайского района, притоков у реки в справочнике не числится, впадает в Каламитский залив Чёрного моря, в бухту между мысами Керменчик и Лукулл, у села Угловое, образуя небольшую одноимённую долину. На речке, в 1975—1983 годах, сооружено 9 прудов общей площадью около 10 гектаров, объёмом 0,30583 млн м³ для нужд сельского хозяйства. Водоохранная зона реки установлена в 100 м

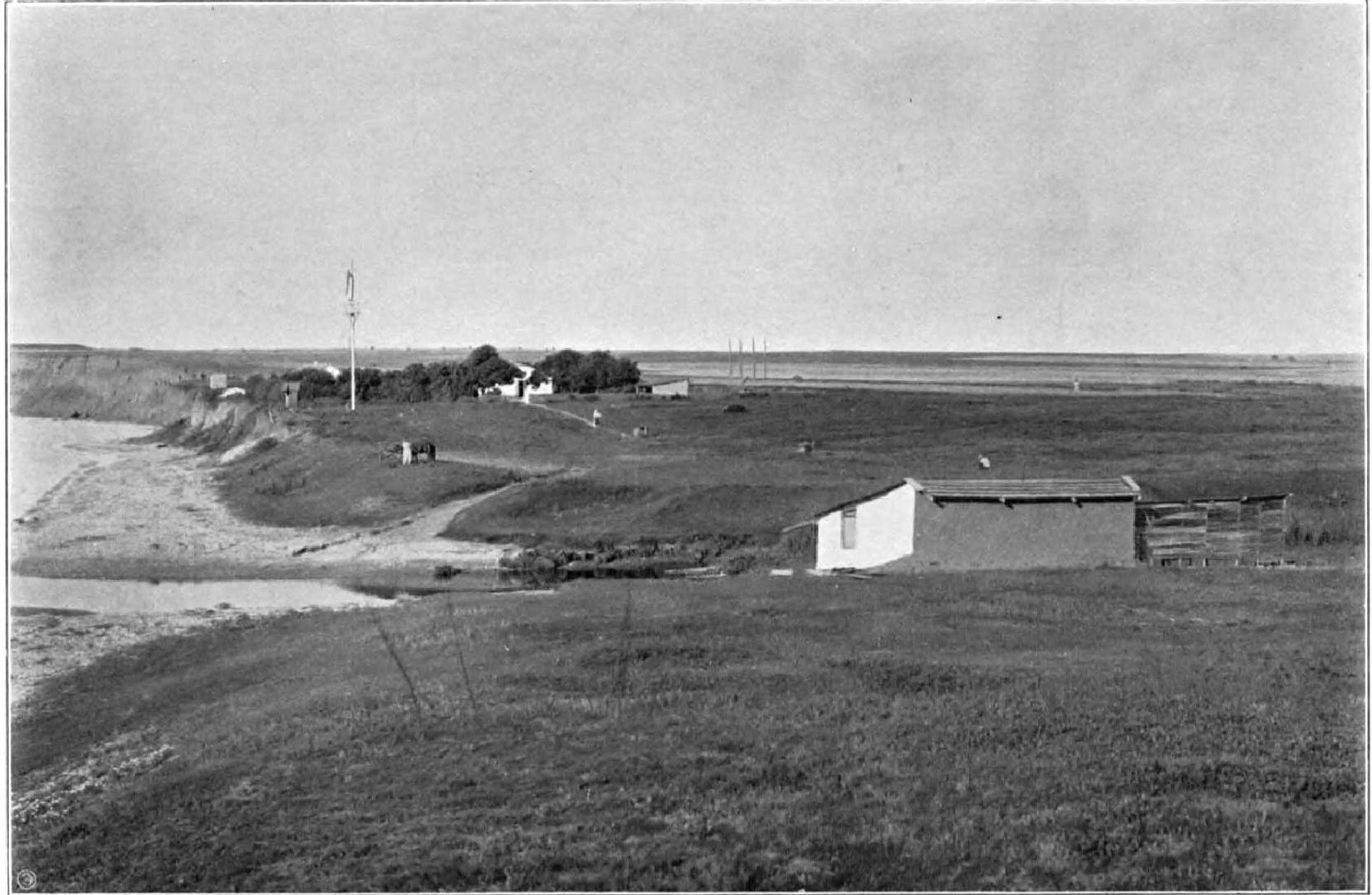
Устье реки Улу-Кол, 1904 год.

## Название
Название балки (улу къол — ulu qol) означает в переводе с крымскотатарского языка «большой приток» или «большая долина» (ulu — великий, большой; qol — рукав, приток). Специалист по крымской топонимике Игорь Белянский приводил различные варианты названия балки Улукул-Дере, Улуклы, Луковская балка, Базар-Йол-Бою. 3 села, расположенные в долине, изначально приставку улу-кол включали в состав названия: Аджи-Булат-Улукол, Орта-Кесек-Улукул и Аклеиз-Кесек-Улукул.